# Friederike Engel
Friederike „Fri“ Engel (* 12. August 1987 in Hamburg) ist eine deutsche Fußballspielerin.

## Karriere
Friederike Engel begann ihre professionelle Fußballkarriere 2004 im Alter von nur 16 Jahren bei der Bundesligamannschaft des Hamburger SV. Dort spielte sie bis 2007 und nahm an 78 Bundesligapartien teil und bekam in der gesamten Zeit nur sechs gelbe und keine rote Karte.
2007 verließ Friederike Engel den HSV, um in die USA zu gehen und dort parallel zum Studium an der American University College-Fußball zu spielen. In den drei Jahren bestritt sie 52 Spiele in der Patriot League für die „Eagles“ und wurde in jedem Jahr in das Team der besten Spielerinnen der Liga gewählt. Zudem wurde sie in ihrem ersten Jahr zum „Rookie of the Year“ und 2009 zum „Defense Player of the Year“ gewählt. Auch akademisch war Engel sehr erfolgreich und wurde in jedem Studienjahr mit der „Academic Honor Roll“ geehrt, außerdem wurde sie nach ihrem letzten Studienjahr in die Phi-Beta-Kappa-Gemeinschaft eingeladen.
Die Abwehrspielerin spielte die Saison 2011/12 wieder für den Bundesligisten Hamburger SV. Nach dem Ausstieg des HSV aus der Bundesliga beendete sie vorerst ihre Karriere.

### International
2006 nahm sie im deutschen U19-Nationalteam an der U19-Europameisterschaft in der Schweiz teil und bestritt drei Spiele. Insgesamt absolvierte sie 11 Spiele für deutsche Nationalmannschaften.

## Erfolge
- 2002: Norddeutscher Meister, B-Juniorinnen
- 2003: Hamburger Meister, B-Juniorinnen
- 2006: U-19-Europameisterin

## Auszeichnungen
Patriot League
- 2007: Nominiert für das All-Patriot League First Team
- 2007: Gewählt zum Patriot League Rookie of the Year
- 2008: Nominiert für das All-Patriot League First Team
- 2009: Gewählt zum Patriot League Defensive Player of the Year
- 2009: Nominiert für das ECAC Division I Soccer All-Star Team
- 2009: Nominiert für das All-Patriot League First Team